# Een mooie Herfstdag
Een mooie Herfstdag is een compositie voor harmonieorkest of fanfare van de Nederlandse componist Petrus Bernadus Bisselink.